# Östergötlands runinskrifter 34
Runinskrift Ög 34 är en runsten som nu står i Lundby, Å socken i Östergötland. Stenens ursprungliga plats är okänd.

## Stenen
Stenen är av gråröd granit och formen rektangulär. Höjden är 120 cm, bredden 50 cm och tjockleken 40 cm. Slingan går längs stenens ytterkant och i dess övre mitt finns ett kristet, flätat ringkors. Ornamentikens runbåge är romanskt formad och liknar en romersk port eller ett fönster. Den från runor translittererade inskriften lyder enligt nedan:

## Inskriften
Runsvenska: lhifuntr : raisþi : sten : þana : iftiR : un : bruþur : sin 
Normaliserad: Hlifundr ræisþi stæin þenna æftiR Unn, broður sinn
Nusvenska: Livund reste denna sten efter Unn, sin broder.